# Johann Heinrich Gillessen
Johann Heinrich Gillessen (* 26. November 1910 in Mönchengladbach; † 1997 in Blankenheim (Ahr)) war ein deutscher Maler und Kunsterzieher. 
Gillessen studierte an der Kunstakademie Düsseldorf. Er lebte u. a. in Neuss und seit 1974 in Blankenheim-Nonnenbach.
Gillessen war Initiator der Mönchengladbacher Kunstgemeinschaft Die Planke und verkörpert den niederrheinischen Landschaftsmaler in der Tradition des Vor- und Frühimpressionismus.